# Lombardi di Sicilia
I lombardi di Sicilia, detti anche monferrini di Siciliao gallo-italici di Sicilia, sono una minoranza etno-linguistica, originaria dell'Italia nord-occidentale (in particolare dall'area monferrina) e presente in alcuni comuni della Sicilia centro-orientale.
Queste comunità gallo-italiche sono tradizionalmente chiamate Lombardia siciliana o Sicilia lombarda, da cui le espressioni in uso ancora oggi di "colonie lombarde di Sicilia", "comuni lombardi di Sicilia", "paesi lombardi della Sicilia" e "dialetti lombardi di Sicilia".

## Uso e origine del terminelombardo
Il termine lombardo deriva, come per la Lombardia odierna, dall'etnonimo longobardo, derivato a sua volta dall'antico germanico Langbärte latinizzato in Langobardi. Nel Basso Medioevo era usato in maniera più ampia, ad indicare gli abitanti di un territorio corrispondente con buona approssimazione alla moderna Italia settentrionale, ossia la cosiddetta Lombardia storica, ad eccezione forse della Romagna, poi ridotto progressivamente fino alla contemporanea regione Lombardia.

### Gli insediamenti lombardi in Sicilia
(Leonardo Sciascia da Lombardia siciliana in La corda pazza, Torino 1970)

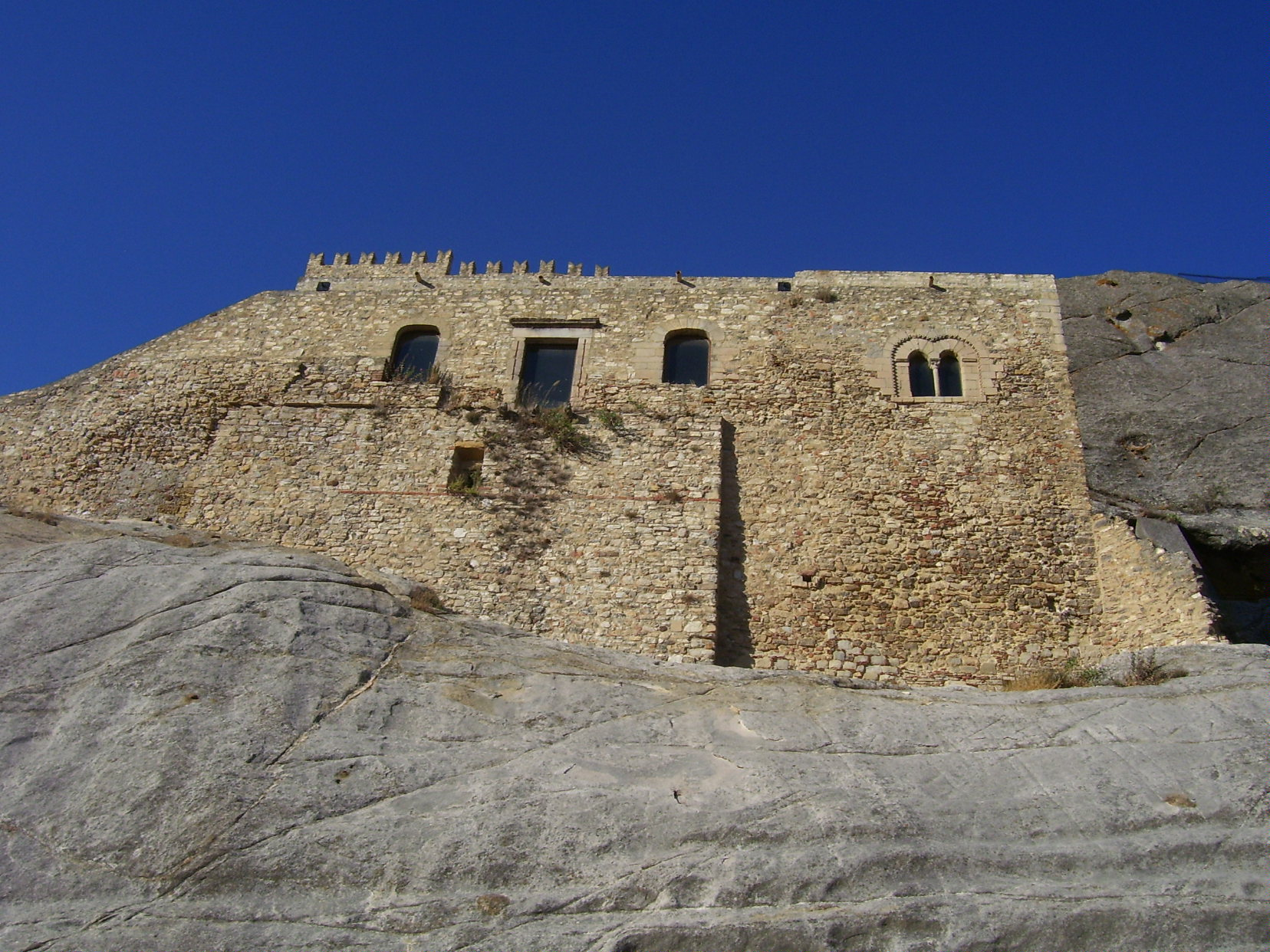
Il castello di Sperlinga, importante baluardo difensivo dell'esercito normanno-lombardo. Sperlinga, dopo nove secoli, è ancora oggi una delle più importanti colonie lombarde della Sicilia.

I comuni dove è maggiormente riscontrabile una forte eredità lombarda sono Nicosia, Sperlinga, Piazza Armerina e Aidone in provincia di Enna, San Fratello, Acquedolci, San Piero Patti, Montalbano Elicona, Novara di Sicilia, Fondachelli-Fantina, in provincia di Messina.
Tuttavia i sei principali, e più conservati, centri della minoranza gallo-italica siciliana restano Piazza Armerina, Nicosia, Aidone, Sperlinga, San Fratello e Novara di Sicilia; comunità che rientrano per la loro parlata alloglotta gallo-italica nel libro delle espressioni del "Registro delle Eredità Immateriali della Sicilia" istituito dalla Regione Siciliana.
Infatti la lingua gallo-italica siciliana viene ancora usata nei rapporti interpersonali a Sperlinga, Nicosia, San Fratello e Novara di Sicilia, mentre a Piazza Armerina e Aidone sopravvive in un ambito più ristretto ma è molto usato in funzione ludica e poetica e rimane facilmente compreso dagli abitanti, naturalmente bilingui, oltreché sentito come valore d'identità cittadina. Le restanti comunità siculofone tutte attorno non godono spesso di un buon grado di intelligibilità all'interno di queste nicchie linguistiche.
Furono colonizzate dai lombardi, anche solo parzialmente: Messina (alcuni quartieri), Roccella Valdemone, Santa Domenica Vittoria, Francavilla, Raccuja, Basicò, Floresta, San Marco d'Alunzio, Militello Rosmarino, Castel di Lucio, Motta d'Affermo e Santa Lucia del Mela, in provincia di Messina; Randazzo e Maletto sul versante occidentale dell'Etna; Caltagirone, Militello in Val di Catania, Mirabella Imbaccari, Paternò, San Michele di Ganzaria, nella provincia di Catania; Ferla, Buccheri, Cassaro, in provincia di Siracusa; Butera, e Mazzarino, in provincia di Caltanissetta; Enna (solo alcuni quartieri), Leonforte, Cerami, Agira, Pietraperzia, in provincia di Enna; Corleone e Vicari, uniche enclavi in provincia di Palermo.

## Storia

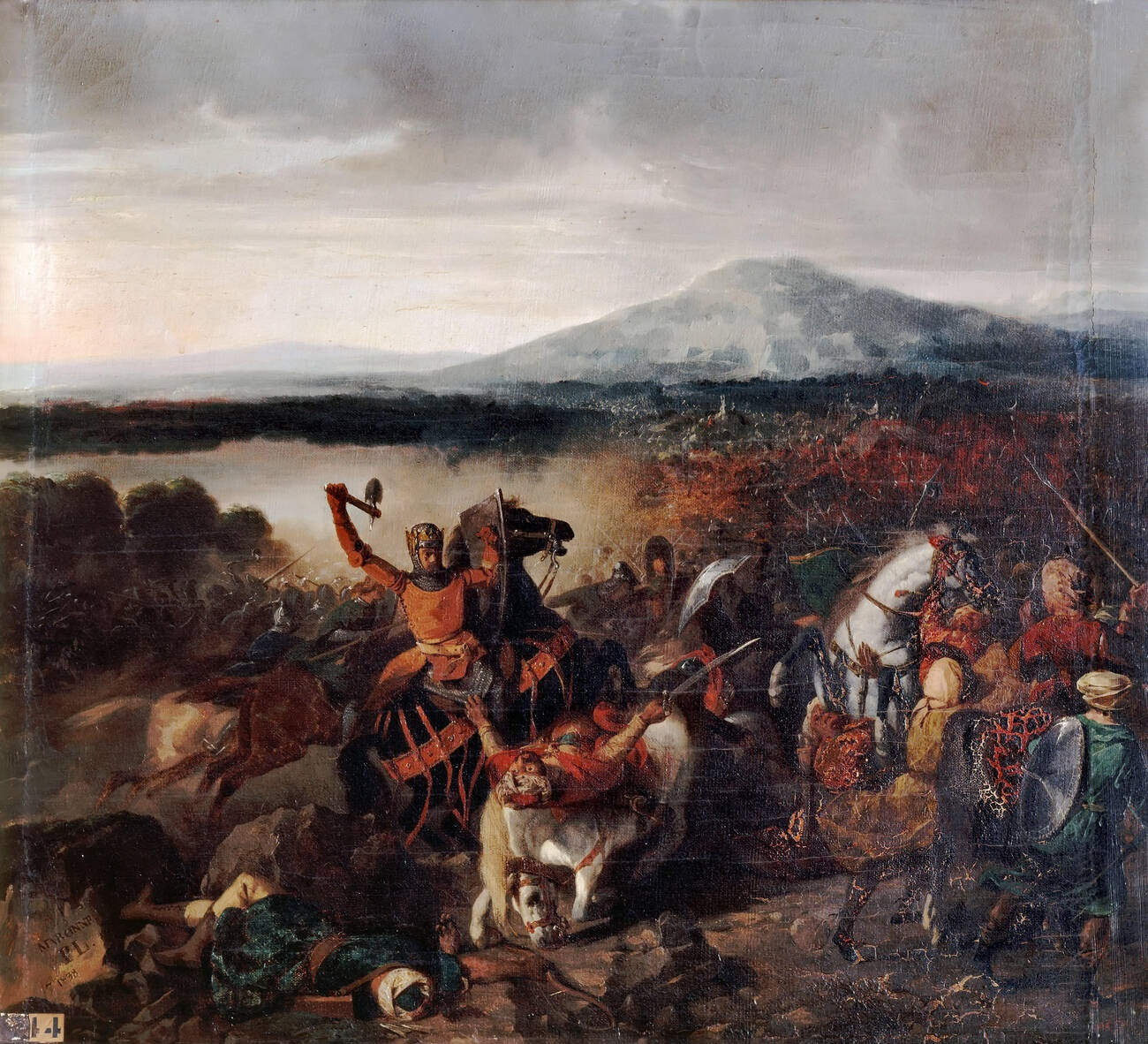
La battaglia di Cerami (1063), decisiva vittoria dei normanni sugli arabi e inizio della liberazione e latinizzazione della Sicilia.

Mappa dell'Italia durante l'epoca normanna e arrivo dei Lombardi in Sicilia

Gruppi di longobardi provenienti dall’Italia meridionale arrivarono in Sicilia, con una spedizione partita nel 1038, furono dei militari al seguito del condottiero bizantino Giorgio Maniace, che per breve tempo riuscì a strappare Messina e Siracusa agli arabi. L'esercito di Maniace, oltre che da longobardi, fu composto da bizantini, da guardie variaghe, da truppe guidate dal longobardo Arduino, arruolate con la forza in Puglia (i cosiddetti Konteratoi), e da una numerosa compagnia di normanni e vichinghi comandati da Guglielmo Braccio di Ferro e da Harald Hardrada, futuro re di Norvegia. Maniace fu l'unico condottiero che riuscì, prima dei normanni, ad occupare seppur temporaneamente alcuni territori siciliani al dominio musulmano. I longobardi, giunti con la spedizione bizantina, si stabilirono a Maniace, Randazzo e Troina, mentre un nucleo di genovesi e di altri lombardi della Liguria si insediò a Caltagirone.
Migrazioni più consistenti di lombardi giunsero con la conquista normanna della Sicilia, iniziata nel 1061 con la presa di Messina. La possessione dell'isola si rivelò un'impresa meno facile del previsto. I normanni impiegarono trent'anni per sottrarla completamente al dominio musulmano. Nel 1091, con la caduta di Noto, ultima roccaforte musulmana nell'isola, fu ottenuta la vittoria militare, ma nell'isola vivevano ancora numerosi arabi che miravano alla riconquista.
I normanni iniziarono così un processo di latinizzazione della Sicilia incoraggiando una politica d'immigrazione della loro gentes, francese, inglese, scandinave (normanni, inglesi, provenzali e bretoni) e dell'Italia settentrionale (in primis, piemontesi e liguri) con la concessione di terre e privilegi. L'obiettivo dei nuovi sovrani normanni era quello di rafforzare il "ceppo normanno-franco-latino" che in Sicilia era minoranza rispetto ai più numerosi greci e arabi.
Complice il matrimonio del Gran Conte normanno Ruggero con l'aleramica Adelaide del Vasto, a partire dalla fine dell'XI secolo, vennero ripopolate le zone centrali e orientali dell'isola, la Val Demone, a forte presenza greco-bizantina, e la Val di Noto, con coloni e soldati provenienti dalla Marca Aleramica nel nord Italia, un'area dominata dalla famiglia di Adelaide, comprendente tutto il Monferrato storico in Piemonte, parte dell'entroterra ligure di ponente, e piccole porzioni delle zone occidentali di Lombardia ed Emilia.
Secondo molti studiosi la migrazione di genti del nord Italia in queste isole linguistiche siciliane sarebbe poi continuata fino a tutto il XIII secolo. Si ritiene che i lombardi immigrati in Sicilia nel corso di un paio di secoli furono complessivamente 200.000 circa, una cifra piuttosto rilevante.
I coloni e i militari lombardi si stanziarono nella parte centro-orientale dell'isola, prevalentemente nelle terre concesse ad Adelaide del Vasto e a suo fratello minore Enrico, conte di Paternò e di Butera, considerato il capo degli Aleramici di Sicilia e dei lombardi siciliani.

### Oppida Lombardorum
Nei testi coevi, il primo a menzionare l'esistenza in Sicilia di oppida Lombardorum ("città dei lombardi") è lo storico normanno Ugo Falcando del XII secolo, nella sua opera Historia Siciliae, quando afferma che nel 1168, in seguito a un ribellione dei messinesi nei confronti di Stefano di Perche, cancelliere del Regno di Sicilia, le popolazioni di Randazzo, Vicari, Capizzi, Nicosia, Maniace e "di altre città lombarde" inviarono 20.000 soldati armati in aiuto all'esercito di Guglielmo II che aveva deciso di debellare i ribelli.
Come riporta lo storico Michele Amari, in un diploma del 1150-1153, scritto in greco e tradotto in latino nel 1285 durante il regno di Pietro d'Aragona, il normanno Ruggero concesse ai lombardi di Santa Lucia le stesse libertà di cui godevano gli abitanti di Randazzo.
In un diploma del XIII secolo, datato aprile 1237, l'imperatore Federico II di Svevia concesse al piemontese Oddone di Camerana, e ai cavalieri lombardi arrivati con lui in Sicilia, la terra di Corleone, in cambio della terra di Scopello, che aveva loro concesso in precedenza.
Lo storico Tommaso Fazello, vissuto nel XVI secolo, ci informa che "le popolazioni lombarde di Butera, Piazza, e altre città consorelle", capeggiate dal nobile aleramico Ruggero Sclavo, insorsero contro Guglielmo I, per i privilegi che il sovrano aveva concesso alla popolazione siciliana di origine araba.
Lo stesso Fazello aggiunse alla lista di città lombarde compilata da Ugo Falcando, sulla base delle testimonianze della lingua parlata, anche i borghi di Aidone e San Filadelfio (oggi San Fratello), ma non facendo alcuna menzione di Vicari.
Le informazioni di Falcando furono riprese anche da storici di epoche successive: Giuseppe Bonfiglio, Caio Domenico Gallo, Francesco Testa.

## Lingua
(Elio Vittorini, Conversazione in Sicilia, Milano 1941)
Nei comuni lombardi di Sicilia si parla ancora oggi un dialetto gallo-italico che da sempre è suonato estraneo all'orecchio dei siciliani; già i primi studiosi che si occuparono di storia siciliana, da Tommaso Fazello a Rocco Pirri a Vito Amico, evidenziarono la parlata peculiare di questi paesi e la misero in relazione con la loro origine lombarda che affonda le sue radici nella conquista normanna della Sicilia. Nel tempo questi dialetti sono stati definiti lombardo-siculi, gallo-romanzi, gallo-siculi e infine galloitalici di Sicilia per distinguerli dai galloitalici settentrionali.
I principali e più conservati centri della minoranza linguistica Gallo Italico in Sicilia restano Piazza Armerina, Nicosia, Aidone, Sperlinga, San Fratello e Novara di Sicilia, che pertanto rientrano per la loro parlata alloglotta gallo italico nel Libro delle Espressioni del "Registro delle Eredità Immateriali della Sicilia" istituito dalla Regione Siciliana.
Infatti la parlata Gallo Italico viene ancora usata nei rapporti interpersonali a Sperlinga, Nicosia, San Fratello e Novara di Sicilia, mentre a Piazza Armerina e Aidone sopravvive in un ambito più ristretto ma è molto usato in funzione ludica e poetica e rimane facilmente compreso dagli abitanti in una sorta di naturale bilinguismo sentito come valore d'identità cittadina.

### La questione delle origini
Nel corso degli ultimi due secoli sono state formulate più ipotesi sull'area di origine nell'Italia Settentrionale delle parlate gallo-italiche di Sicilia: Emilia occidentale in particolare dalle zone di Piacenza, area lombarda tra il Pavese, il Novarese e la Val Maggia nel Canton Ticino in Svizzera, e Piemonte, specialmente Monferrato. Come sottolinea il linguista Fiorenzo Toso, sulla base degli studi della glottologa Giulia Petracco Sicardi e le più recenti osservazioni del linguista svizzero Max Pfister, c'è ormai un diffuso consenso tra gli studiosi nel riconoscere comuni origini tra i dialetti gallo-italici della Sicilia e della Basilicata e quelli compresi tra il Basso Piemonte (province di Alessandria, Cuneo e Asti) e la Liguria montana occidentale (provincia di Savona), mentre invece, un corposo gruppo di pergamene indagate da Ezio Barbieri hanno dimostrato che una parte dei Lombardi emigrati in Sicilia nel Duecento erano originari dei territori di Pavia e Tortona.

## Il mito del Gran Lombardo nella letteratura
(Elio Vittorini, Conversazione in Sicilia, Milano 1941)
Ai lombardi di Sicilia, molti celebri scrittori siciliani hanno dedicato pagine intense, se non interi capitoli. Elio Vittorini nel suo Conversazione in Sicilia, pubblicato per la prima volta a Milano nel 1941, incontra il Gran Lombardo  (cfr. Dante, Paradiso XVII, vv. 70 – 72), un personaggio immaginario che diventa pretesto per celebrare un'intera collettività, quella dei lombardi di Sicilia. Leonardo Sciascia al mito del Gran Lombardo di Vittorini e ai lombardi dedicherà qualche anno più tardi un intero capitolo de La corda pazza, pubblicato nel 1970 a Torino. Mentre Vincenzo Consolo nelle sue due opere Sorriso di un ignoto marinaio (1976) e Lunaria (1986) usa il dialetto sanfratellano.